# 絶叫戦士サケブレイン
『絶叫戦士サケブレイン』（ぜっきょうせんし - ）は、任天堂がクラブニンテンドー特典として配布するニンテンドーDS用非売品ゲームソフトである。クラブニンテンドーのポイントを交換することで入手でき、必要ポイントは500ポイント。
2～3人の複数人プレイ専用ゲームであり、1人プレイは不可能（DSダウンロードプレイ対応ソフトのため、ソフトは一つでプレイ可能）。

## 概要
「ヒノモト」という国の都市「オオエド」に現れた侵略者と戦うアクションゲーム。
強力な攻撃や変身をするためには声を出さなければならない。

## 登場キャラクター
キャラクターの名前は中国の四神である朱雀・青龍・白虎・玄武及び麒麟から取られている。
炎のスザク（ほのおのすざく）
赤色の戦士。万能型。
必殺技:フェニックスキック
水のセイリュウ（みずのせいりゅう）
青色の戦士。他の戦士に比べてパワーが低く、スピードは速い。
必殺技:サンダースラインディング
風のビャッコ（かぜのびゃっこ）
桃色の戦士。セイリュウと同じくパワーが低く、スピードは速い。
必殺技:スパイラルせんぷうきゃく
土のゲンブ（つちのげんぶ）
緑色の戦士。他の戦士に比べてスピードは遅く、パワーは強い。
必殺技:力まかせ
光のキリン（ひかりのきりん）
黄色の戦士。万能型。
必殺技:オートいなし